# Habrotrocha tranquilla
Habrotrocha tranquilla is een raderdiertjessoort uit de familie Habrotrochidae. De wetenschappelijke naam van deze soort is voor het eerst geldig gepubliceerd in 1916 door Milne.